# فولكان أيطن
فولكان أيطن (بالتركية: Volkan Aydın)‏ (11 يناير 1969 في تركيا - ) هو لاعب كرة سلة تركي في مركز هجوم صغير الجسم.

## وصلات خارجية
- فولكان أيطن على موقع الاتحاد الدولي لكرة السلة (الإنجليزية)
- فولكان أيطن على موقع كرة السلة الأوروبية.كوم (الإنجليزية)
- فولكان أيطن على موقع بروبوليرز (الإنجليزية)